# Cục Giáo dục nghề nghiệp và Giáo dục thường xuyên
Cục Giáo dục nghề nghiệp và Giáo dục thường xuyên là cơ quan trực thuộc Bộ Giáo dục và Đào tạo Việt Nam, thực hiện chức năng tham mưu, giúp Bộ trưởng Bộ Giáo dục và Đào tạo quản lý nhà nước và tổ chức thực thi pháp luật về giáo dục nghề nghiệp (trừ sư phạm) và giáo dục thường xuyên trong phạm vi cả nước; quản lý, thực hiện các dịch vụ công về giáo dục nghề nghiệp thuộc thẩm quyền theo quy định của pháp luật.

## Lịch sử phát triển
Từ năm 1955 đến năm 1969, Vụ Quản lý nhân công được thành lập, trực thuộc Bộ Lao động. Từ 1969 đến 1978 đổi thành Tổng cục đào tạo Công nhân kỹ thuật, sau đó đổi thành Tổng cục Dạy nghề trực thuộc Hội đồng Bộ trưởng từ 1978 đến 1987. Từ năm 1987 đến năm 1990 là Vụ Đào tạo nghề thuộc Bộ Đại học, Trung học chuyên nghiệp và dạy nghề. Từ 1990 đến 1998, đổi thành Vụ Trung học chuyên nghiệp và Dạy nghề thuộc Bộ Giáo dục và Đào tạo. Từ năm 1998 đến tháng 7 năm 2017 là Tổng cục Dạy nghề thuộc Bộ Lao động - Thương binh và Xã hội. Từ tháng 8 năm 2017 đổi thành Tổng cục Giáo dục nghề nghiệp trực thuộc Bộ này.
Từ ngày 1 tháng 3 năm 2025, trong cuộc Cải cách thể chế Việt Nam 2024–2025, Tổng cục Giáo dục nghề nghiệp được chuyển giao về Bộ Giáo dục và Đào tạo, sáp nhập với Vụ Giáo dục thường xuyên trở thành Cục Giáo dục nghề nghiệp và Giáo dục thường xuyên. Cục trưởng là ông Trương Anh Dũng.

## Cơ cấu tổ chức
Theo cơ cấu tổ chức được quy định năm 2025, Cục Giáo dục nghề nghiệp và Giáo dục thường xuyên gồm: Văn phòng; 7 phòng chức năng gồm Phòng Giáo dục chính quy, Phòng Giáo dục thường xuyên, Phòng Nhà giáo, Phòng Học sinh - sinh viên, Phòng Kỹ năng nghề, Phòng Quản lý chất lượng, Phòng Tài chính - Kế toán; Ban Quản lý các dự án Giáo dục nghề nghiệp vốn ODA. Ngoài ra còn đơn vị sự nghiệp khác là Viện Khoa học giáo dục nghề nghiệp.